# Industrie agroalimentaire en Afrique
 (mars 2019).
L'industrie agroalimentaire en Afrique est le secteur d'activité qui transforme la matière première agricole sur le continent africain. Elle peut compter sur environ un milliard d'hectares de terres agricoles utiles. Seule une faible part est transformée dans les usines agroalimentaires. Le secteur pèse plusieurs centaines de milliards de dollars sur l'ensemble du continent. La raréfaction des ressources en eau, accentuée par une surproduction liée à l'agroalimentaire, constitue un défi de gestion pour cette industrie.

## Le secteur agroalimentaire en Afrique
Les pays d'Afrique sont considérés comme des mines d'or pour le secteur de l'agroalimentaire. Le continent compte environ 1 050 millions d'hectares de terres agricoles utiles et 60% des terres arables non exploitées dans le monde, contre 410 millions d'hectares aux États-Unis. Selon un sondage de la banque mondiale, plus de 50% des terres fertiles africaines se situent dans la zone subsaharienne.
À la fin de la décennie 2010, à cause de la mauvaise qualité des infrastructures de transport et de stockage, l'Afrique perd plus d'un tiers de ses récoltes entre la collecte et la consommation, soit une perte de 48 milliards de dollars sur l'ensemble du continent. De plus, une faible part de la production passe par les usines d'agroalimentaires.
Jusqu'à présent, le manque d'infrastructures de transformation alimentaire obligeait l'Afrique à exporter ses matières premières afin qu'elles soient transformées puis à les importer de nouveau pour les vendre sur le marché africain, ce qui représentait une forte perte économique pour les pays concernés.[réf. nécessaire]
Désormais, les multinationales installées en Afrique ont pour but de cultiver et de transformer les aliments localement afin de répondre plus rapidement à la demande croissante[réf. souhaitée]. Nestlé ou encore Danone investissent pour moderniser les infrastructures de transport et de stockage, ce qui pourrait conduire à un développement du secteur de l'agroalimentaire. En 2013, le secteur agroalimentaire pesait environ 310 milliards de dollars sur tout le continentet visait 1 000 milliards de dollars pour 2030. Selon certains experts[Qui ?], l'Afrique pourrait nourrir les trois quarts de la population humaine - cependant, des études de 2015 rapportent qu'un quart de la population africaine souffrait de malnutrition chronique.

## Les défis du secteur agroalimentaire
Le secteur alimentaire représente plus de 60% des emplois en Afrique subsaharienne. Cependant, en 2020, 19,1% des Africains ne mangeaient pas à leur faim.
Le défi de la gestion des ressources en énergie et en eau se pose. La surproduction, liée au secteur de l'agroalimentaire, pourrait poser un problème dans l'avenir. Quant à la gestion de l'eau, il en est de même, sans compter que la ressource se raréfie à cause du réchauffement climatique,.